# آلبرت پروسا
آلبرت پروسا (استونیایی: Albert Prosa؛ زادهٔ ۱ اکتبر ۱۹۹۰) بازیکن فوتبال اهل استونی است.
از باشگاه‌هایی که در آن بازی کرده‌است می‌توان به باشگاه فوتبال فلورا تالین و باشگاه فوتبال تارتو تامکا اشاره کرد.
وی همچنین در تیم‌های ملی فوتبال زیر ۲۱ سال استونی و استونی بازی کرده‌است.